# Kaares sang
Kaares sang is een compositie uit 1865 van de Noorse componist Rikard Nordraak. Het lied is onderdeel van de toneelmuziek bij Sigurd Slembe van Nordraaks oom Bjørnstjerne Bjørnson. Dit drama dateert uit 1862. 
Sigurd Slembe is een historische figuur uit de 12e eeuw, die zichzelf wel op de Noorse troon zag zitten. Kaare (of wel Kare) was de broer van Olaf Magnusson, de koning om wiens opvolging het ging. Sigurd werd veroordeeld en verbannen, gaf zijn ambities niet op en werd uiteindelijk geëxecuteerd.
Kaares sang is geschreven voor bariton, mannenkoor en piano of orkest. Later arrangeerden twee andere Noorse componisten, Edvard Grieg en Johan Halvorsen, dit lied. Beide versies bleven net zo (on)bekend als het origineel.
Ook Johan Svendsen heeft zich beziggehouden met het gegeven van Sigurd Slembe. Hij schreef in 1871 een ouverture met die titel.  